# Микоша, Владислав Владиславович
Владисла́в Владисла́вович Мико́ша (25 ноября [8 декабря] 1909, Саратов — 10 декабря 2004, Москва) — советский и российский оператор, режиссёр документального кино, сценарист, фотограф, фронтовой кинооператор, публицист. Народный артист СССР (1990), лауреат Сталинских (1943, 1949, 1951) и Государственной премии СССР (1976).
Супруга — Джемма Микоша (1935—2012) — советская и российская актриса, режиссёр, общественная деятельница.

## Биография
Родился 25 ноября (8 декабря) 1909 года в Саратове. Работал киномехаником в кинотеатре «Искра».
В 1927 году поступал в мореходное училище в Ленинграде. Простудился под дождём и не прошёл медицинскую комиссию. Вернулся в Саратов, в свой кинотеатр. В 1929 году поступил на операторский факультет в Государственный техникум кинематографии (в дальнейшем — ВГИК), который окончил в 1934 году.
С 1931 года (с перерывами) — оператор на киностудии «Союзкинохроника» (в дальнейшем — Московская студия кинохроники). Снимал снос Храма Христа Спасителя, открытие ВСХВ (ВДНХ-ВВЦ), спасение челюскинцев, перелёты В. Чкалова и М. Громова в Америку.
Играл в волейбол за клубы КОР (1932—1936), «Локомотив» Москва (1936—1940).
В период с 1936 по 1940 год сотрудничал с газетой «Известия», снимая фоторепортажи. С 1941 года — оператор на студии «Мостехфильм».
В годы войны — фронтовый оператор, специальный корреспондент газеты «Правда», много писал для неё и других центральных и фронтовых газет, снимал оборону Севастополя и Одессы. С первых до последних дней находился в осаждённом Севастополе. Снимал на Малаховом кургане и Херсонесском аэродроме, на батарее Лещенко, в 7-й бригаде морской пехоты.
После демобилизации из Красной армии работал на студии «ЦСДФ» оператором и режиссёром-документалистом. К некоторым из своих фильмов писал сценарии. Автор книг «С киноаппаратом в бою» (1964), «Годы и страны» (1967), «Рядом с солдатом» (1984), «Я останавливаю время» (2005) и других.
Член Союза кинематографистов СССР. Академик Российской академии кинематографических искусств «Ника».
Скончался 10 декабря (по другим источникам — 9 декабря) 2004 года в Москве. Похоронен на Химкинском кладбище (участок № 14).

### Семья
Первая жена — Зоя Матвеевна Микоша (Брикер; род. 1915), фоторедактор в газете «Известия». Сын Владислав Микоша (1946—1989), оператор ЦСДФ.
Вторая жена — Джемма Фирсова (1935—2012), актриса, кинорежиссёр, общественный деятель.

### Судьба архива
После смерти второй жены квартира перешла в собственность наследников В.В.Микоши. Некоторые документы из семейного архива были переданы в Музей Кино. В июне 2024 года стало известно, что оставшаяся большая часть архива и мемориальные предметы были последовательно выброшены на помойку и затем в значительной мере утилизированы.

## Фильмография

### Оператор
- 1942 — День войны (в соавторстве)
- 1942 — Черноморцы (совместно с Д. Рымаревым, Ф. Короткевичем, А. Кричевским, Г. Донцом, А. Смолкой)
- 1943 — Комсомольцы
- 1944 — Битва за Севастополь (совместно с Д. Шоломовичем)
- 1945 — В Померании (в соавторстве)
- 1945 — Восточная Пруссия (в соавторстве)
- 1945 — Парад Победы (в соавторстве)
- 1948 — Польша (совместно с А. Сёминым)
- 1949 — Пушкин (совместно с Г. Бобровым, Н. Долговым, А. Левитаном, А. Сёминым, А. Хавчиным, А. Шафраном)
- 1950 — Победа китайского народа (в соавторстве)
- 1954 — Дворец науки
- 1955 — В гостях у птиц и зверей (совместно с А. Зенякиным)
- 1955 — По Индонезии (совместно с И. Сокольниковым)
- 1956 — День нашей жизни
- 1956 — Моды сезона (совместно с А. Зенякиным)
- 1957 — Балет на льду (совместно с И. Греком, А. Левитаном)
- 1958 — Звени, наша юность (совместно с Д. Каспием, М. Прудниковым, Д. Рымаревым, И. Филатовым)
- 1958 — Необыкновенные встречи (совместно с А. Кричевским, О. Рейзман)
- 1960 — Зимняя фантазия (совместно с А. Зенякиным)
- 1961 — Город большой судьбы
- 1962 — Русская песня в Скандинавии
- 1967 — Москва, Москва
- 1974 — Трудные дороги мира (совместно с А. Колошиным, А. Кочетковым, Г. Серовым)
- 1975 — Город-герой Новороссийск
- 1976 — Покой нам только снится (совместно с Е. Легатом)
- 1976 — Художник Илья Глазунов (совместно с Г. Серовым, С. Киселёвым, А. Колобродовым, П. Русановым)
- 1977-1978 — Двенадцать месяцев (12-серийный цикл документальных фильмов)
- 1981 — Земля художника Шилова (совместнл с А. Зайцевым)
- 1984 — Поверьте музыке (совместно с В. Дурандиным)
- 1986 — Встречи в субботний вечер (короткометражный) (фильм-концерт)
- 1986 — Московский Кремль (совместно с В. Доброницким)
- 1989 — Княгиня милосердия
- 1993 — Последняя пьеса
- 1997 — Николай Волков (из цикла телепрограмм канала ОРТ «Чтобы помнили»)
- 1998 — Владимир Высоцкий (из цикла телепрограмм канала ОРТ «Чтобы помнили»)
- 1998 — Андрей Болтнев (из цикла телепрограмм канала ОРТ «Чтобы помнили»)
- 1999 — Владимир Дружников (из цикла телепрограмм канала ОРТ «Чтобы помнили»)

### Режиссёр
- 1955 — В гостях у птиц и зверей (совместно с А. Зенякиным)
- 1956 — Моды сезона
- 1967 — У истоков древней реки
- 1969 — Поезд в Революцию (совместно с Д. Фирсовой)
- 1970 — Стокгольм, который помнит Ленина (совместно с Д. Фирсовой)
- 1975 — Город-герой Новороссийск

### Сценарист
- 1955 — По Индонезии (совместно с И. Сокольниковым)
- 1955 — В гостях у птиц и зверей (совместно с А. Зенякиным)
- 1969 — Поезд в Революцию (совместно с Д. Фирсовой, П. Московским, В. Лыткиным, В. Семёновым)
- 1970 — Стокгольм, который помнит Ленина (совместно с В. Семёновым)
- 1975 — Город-герой Новороссийск

Участие в фильмах
- 1985 — Портрет кинооператора
- 1993 — Кинопоезд на все времена

## Награды и звания
- орден Красного Знамени (1 сентября 1942)[1][2]
- медаль «За оборону Севастополя» (июль 1943)[1]
- Сталинская премия второй степени (1943) — за фильм «Черноморцы» (1942)[1][6]
- медаль «За оборону Одессы» (31 июля 1943)[1]
- медаль «За оборону Советского Заполярья»(5 декабря 1944)[1]
- медаль «За освобождение Варшавы» (17 января 1945)[1]
- медаль «За взятие Кёнигсберга» (10 апреля 1945)[1]
- медаль «За победу над Японией» (№ 000001; 20 апреля 1946)[1]
- медаль «За оборону Кавказа» (19 февраля 1947)[1]
- орден «Знак Почёта» (15 сентября 1948) — за достигнутые успехи в деле развития и усовершенствования цветной кинематографии[7]
- Сталинская премия второй степени (1949) — за фильм «Польша» (1948)[1][8]
- Сталинская премия первой степени (1951) — за фильм «Победа китайского народа» (1950)[1]
- нагрудный значок «За отличную работу» Министерства культуры СССР — в связи с 25-летием ЦСДФ (16 февраля 1957)[1]
- два ордена Октябрьской Революции (1967, 1986)[1]
- Заслуженный деятель искусств РСФСР (4 февраля 1969)
- медаль «В ознаменование 100-летия со дня рождения Владимира Ильича Ленина» (1 апреля 1970)[1]
- Золотая медаль ВДНХ (12 июня 1970)[1]
- орден Трудового Красного Знамени (1971)[1]
- орден Дружбы народов (1972)[1]
- Ветеран Краснознамённого Черноморского Флота (1974)[1]
- Государственная премия СССР (1976) — за фильм «Трудные дороги мира»[1]
- Народный артист РСФСР (21.12.1979)[9]
- орден Отечественной войны II степени (1985)[1]
- Народный артист СССР (6 ноября 1990)
- орден «За заслуги перед Отечеством» IV степени (06.12.1999) — за большой вклад в развитие киноискусства[10][11]
- медаль «За победу над Германией в Великой Отечественной войне 1941—1945 гг.»
- медали СССР
- Медаль имени Михаила Чехова (2010 год, посмертно Дом русского зарубежья имени Александра Солженицына)

## Филателия
Фотографии Владислава Микоши использованы для создания серии почтовых марок СССР, посвящённых ВСХВ.

Серия «Всесоюзная сельскохозяйственная выставка в Москве»:
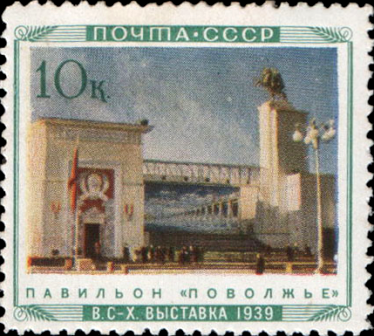
Павильон «Поволжье»  (ЦФА [АО «Марка»] № 751), 1940 год
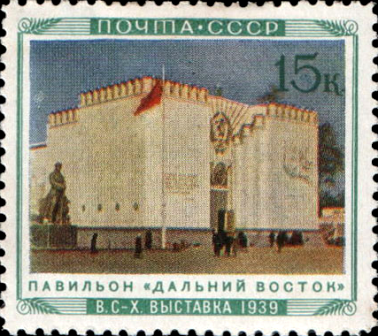
Павильон «Дальний Восток»  (ЦФА [АО «Марка»] № 752), 1940 год
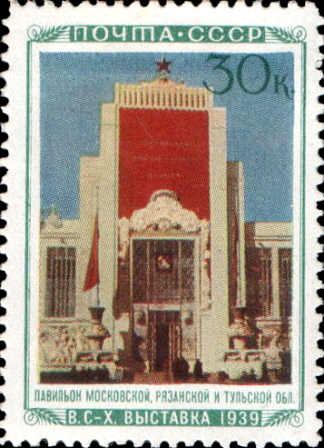
Павильон Московской, Рязанской и Тульской областей  (ЦФА [АО «Марка»] № 753), 1940 год
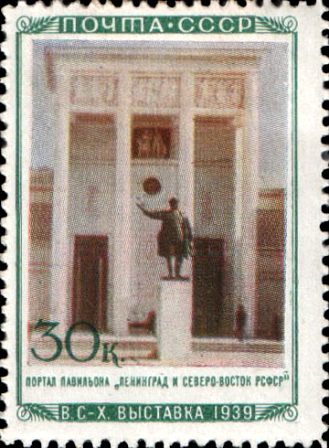
Павильон «Ленинград и Северо-Восток РСФСР»  (ЦФА [АО «Марка»] № 754), 1940 год
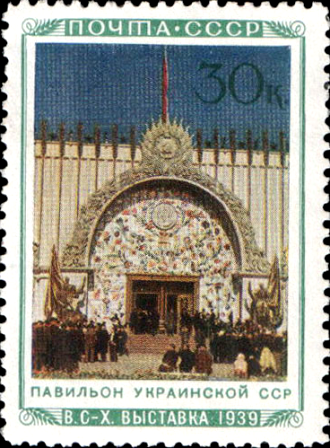
Павильон Украинской ССР  (ЦФА [АО «Марка»] № 755), 1940 год
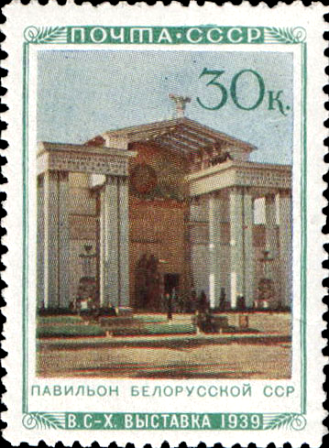
Павильон Белорусской ССР  (ЦФА [АО «Марка»] № 756), 1940 год
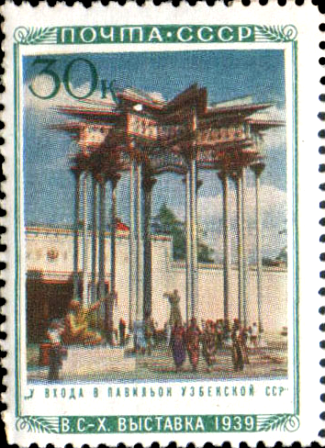
Павильон Узбекской ССР  (ЦФА [АО «Марка»] № 757), 1940 год
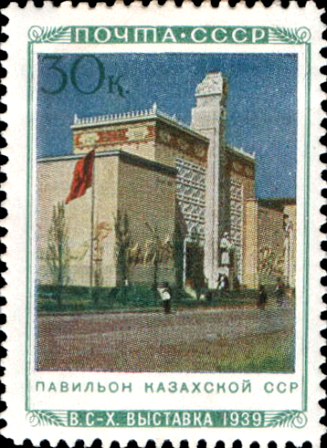
Павильон Казахской ССР  (ЦФА [АО «Марка»] № 758), 1940 год
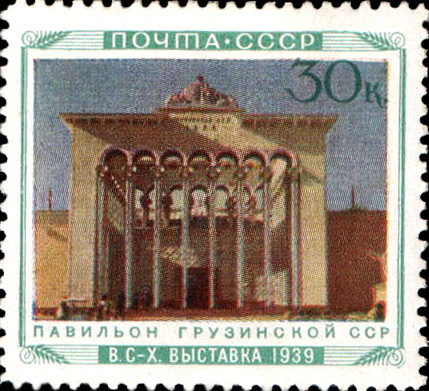
Павильон Грузинской ССР  (ЦФА [АО «Марка»] № 759), 1940 год
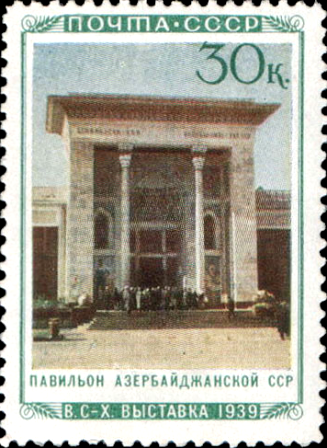
Павильон Азербайджанской ССР  (ЦФА [АО «Марка»] № 760), 1940 год
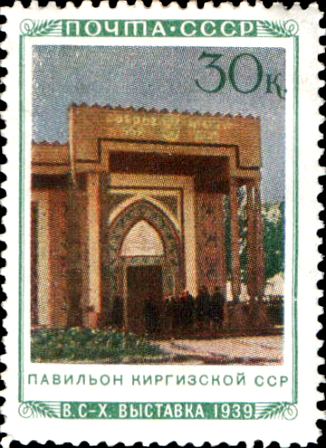
Павильон Киргизской ССР  (ЦФА [АО «Марка»] № 761), 1940 год
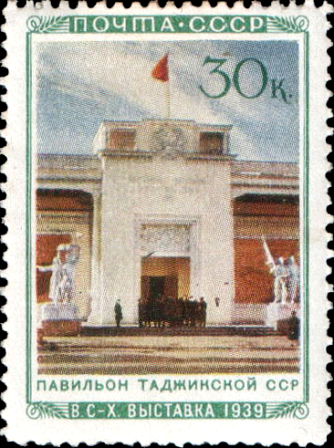
Павильон Таджикской ССР  (ЦФА [АО «Марка»] № 762), 1940 год
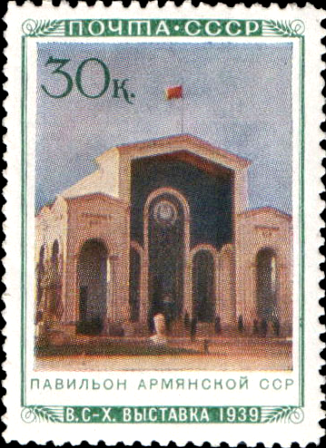
Павильон Армянской ССР  (ЦФА [АО «Марка»] № 763), 1940 год
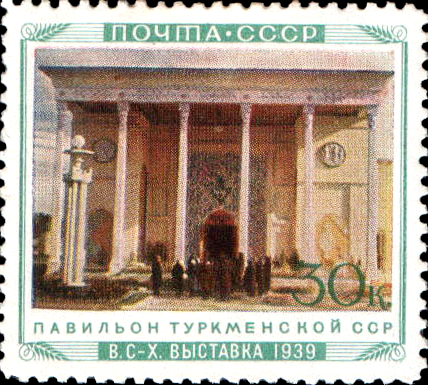
Павильон Туркменской ССР  (ЦФА [АО «Марка»] № 764), 1940 год
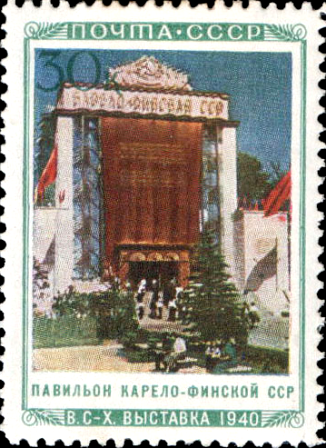
Павильон Карело-Финской ССР  (ЦФА [АО «Марка»] № 765), 1940 год
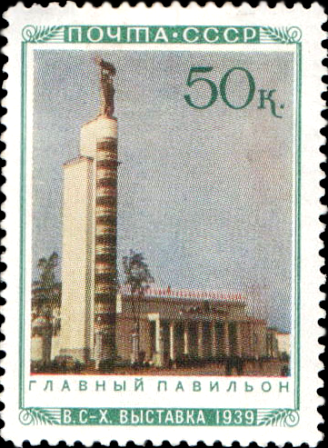
Главный павильон  (ЦФА [АО «Марка»] № 766), 1940 год
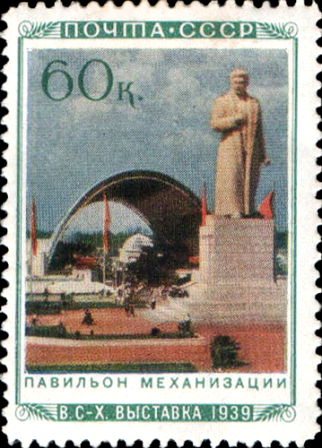
Павильон механизации  (ЦФА [АО «Марка»] № 767), 1940 год

## Память
К 100-летию со дня рождения на Нижне-Волжской студии кинохроники (Саратов) снят документальный фильм «Владислав Микоша: Остановивший время».

«Среди операторов-фронтовиков, Микоша, без сомнения, лучший мастер живописного кадра… Во фронтовых съёмках Микоша сохранил все свои прежние качества — лиризм и изысканность композиции кадра, но, вместе с тем, для них характерна суровая простота, какой требует новый материал…»
— август 1942-го, статья «Люди фронтовой кинохроники», Вен. Вишневский

Про военные съёмки Микоши справедливо сказать, что они сразу и быт и поэзия… На плёнке кинодокументов, снятых Микошей, всегда присутствует температура события.
— режиссёр киноэпопеи «Великая Отечественная» Лев Данилов

Удалось отправить на Большую землю сумасшедше смелого, всегда снимавшего в гуще боёв Владислава Микошу. После тяжёлой контузии его отнесли на подводную лодку.
— «Память и надежда», Любовь Руднева